# 結城豊弘
結城 豊弘（ゆうき とよひろ、1962年6月8日 - ）は、フリーのテレビプロデューサー。フリーアナウンサーとしてはオールラウンド所属。政治・経済評論家。合同会社ANOSA代表・CEO。
2022年3月までは読売テレビ所属。アナウンサー、ディレクター、営業部次長、報道局兼制作局部長待遇チーフプロデューサーなどを歴任した。

## 来歴
鳥取県境港市出身。駒澤大学法学部法律学科卒業後の1986年に、アナウンサーとして入社。「2時のワイドショー」「週刊トラトラタイガース」などを担当。1995年、アナウンサーから東京制作部に異動し「ザ・ワイド」の担当となる。同番組では「神戸連続児童殺傷事件」（1997年）や「和歌山毒物カレー事件」（1998年）を取材した他、政治経済デスクとして「石原慎太郎東京都知事誕生」（1999年）や「田中康夫長野県知事誕生」（2000年）「小泉政治」（2001年）などを担当した。
「ザ・ワイド」のディレクター、プロデューサー、チーフプロデューサーを経て、その後讀賣テレビ営業部部次長。2006年10月、ytvと千趣会の共同出資のテレビ通販会社・センテンス（呼称・ビートップス）のエグゼクティブプロデューサーに就任。会社立ち上げを讀賣テレビサイドのスタッフとして行い、通販情報番組「こうたろ」、「ビートップスでお買物」を制作・演出。
その後、2007年10月から2012年6月までと2013年7月6日から2015年7月4日までは「ウェークアップ!ぷらす」チーフプロデューサー→2015年7月11日からは企画統括。2012年7月5日から1年間、「情報ライブ ミヤネ屋」統括プロデューサーを担当していた。
2019年、同局に在籍したまま出身地の鳥取での活動を本格化。鳥取大学医学部附属病院の特別顧問および同病院の広報誌「カニジル」のスーパーバイザーに就任。2020年からは境港市観光協会会長に就任。鳥取県東京事務所戦略アドバイザー。
2022年3月末で定年を前に読売テレビを退職し、フリーのアナウンサー・テレビプロデューサー及び政治・経済評論家となる。また、テレビ番組の企画、制作、取材、プロデュース等を手がける合同会社ANOSAを設立。東京、大阪の2拠点でテレビ番組の制作などを手がける。また読売テレビ在籍中の2020年より出生地である境港市観光協会長に就任している。

## 人物
- 大のMacintoshファンとしても知られ、雑誌「Mac Fan」誌での執筆や、1997年に大阪ドームで開催された「Mac Fan Expo in Kansai 97」や「iWeek」等、関西でのMacファンイベントの企画等も手がけた。現在もMacの現場や雑誌、イベントに足を運び、開発関係者にアドバイスを精力的に行っている。
- 交友関係は演劇、政治家、財界、IT・Mac関係者、映画・テレビ・新聞関係者と広く、映画『学校の怪談3』や『ゴジラvsデストロイア』[1]に出演。
- 日本で唯一の特撮映画の映画祭として知られる「兵庫県・伊丹グリーン映画祭」の二代目司会を務め、関係のあった「夕張冒険ファンタスティック映画祭」にも参加。芝居では「演劇集団キャラメルボックス」のプロデュース公演をサポートし、テレビ番組で取り上げるなど東京の劇団の紹介、関西の小劇場演劇の盛り上げに寄与した。また、アナウンサー時代には「アナウンサー物語」、「OSAKA感劇祭」など芝居や番組もプロデュースした。この他、東京制作局時代には石田衣良プロデュースドラマ「37℃」の企画にも参画。
- 芝居好きが高じ、交遊関係のある脚本家で演出家マキノノゾミ、女優のキムラ緑子のリクエストで「劇団M.O.P.」の舞台「オールディーズバットゴールディーズ」に出演。実況アナウンサーと銀行に乗り込むディスクジョッキー役を演じた。
- 「ウェークアップ!ぷらす」のチーフプロデューサーとしては、2007年12月29日生放送の「横須賀基地、補給艦ときわからの生中継」、2008年4月26日「長野聖火リレー生中継」（番組最高視聴率を記録15.3%）の演出を行っている。

## 出演番組

### 過去

#### テレビ
- 2時のワイドショー
- 週刊トラトラタイガース
- 歌のトップテン
- 11PM
- CINEMA大好き!
- ウェークアップ!
- お笑いネットワーク
- 関西国際空港開港記念特別番組
- ウェークアップ!ぷらす（チーフプロデューサー→企画統括）
- 激辛!!地方創生委員会NL（山陰ケーブルビジョン）※パネラー[9]、MC - 2019 - 2021年1月1日

#### ラジオ
- カニジルラジオ（BSSラジオ）※ときどき通行人と称した準レギュラーコメンテーター - 2020年10月17日 - 2021年8月21日
- 結城豊弘 Sunday Kiss→辛坊治郎 Sunday Kiss ぷらす（Kiss FM KOBE）※代理パーソナリティ、トークゲスト - 2019年7月7日、12月8日、2020年10月18日、2021年3月28日 - 4月11日、4月25日 - 6月27日

## 制作番組
- THEワイド
- ウェークアップ!ぷらす
- 情報ライブ ミヤネ屋
- そこまで言って委員会NP（統括プロデューサー）[10]
- 体感!奇跡のリアルタイム（チーフプロデューサー）[11]
- 石川和男の危機のカナリア（BSテレビ東京 読売テレビ退社後 初のプロデュース番組）

## 著書
- （門田隆将と共著）『“安倍後”を襲う日本という病　―マスコミと警察の劣化、極まれり!―』ビジネス社、2022年8月。ISBN 978-4828424422